# 瑟马米什 (华盛顿州)
瑟马米什（Sammamish）位於美國華盛頓州金郡，是西雅圖東邊的郊區。本市組織於1999年，2010年美國人口普查時人口為45,780人。在CNN Money 2011年全美適居城市評等中，瑟马米什榮獲第十五名。

## 外部連結
- （英文）瑟马米什市官方網站 （页面存档备份，存于）